# Raif Badawi Award
Der Raif Badawi Award for courageous journalists ist ein Preis für Journalisten, die in islamisch geprägten Gesellschaften auf Menschenrechtsverletzungen und Missstände aufmerksam machen. Gleichzeitig soll er den Fall des saudischen Bloggers Raif Badawi in Erinnerung halten, der wegen angeblicher „Beleidigung des Islam“ zu zehn Jahren Haft, eintausend Peitschenhieben und einer hohen Geldstrafe verurteilt wurde.

## Entstehung und Geschichte
Der Preis wurde gemeinsam von Raif Badawis Frau, Ensaf Haidar, und dem Journalisten Constantin Schreiber initiiert. Erster Preisträger war 2015 der aus Marokko stammende Journalist Ali Anouzla; die Verleihung fand im Rahmen des Bundesmedienballs statt. 2016 erhielten die Journalistinnen des Dange NWE Flüchtlingsradios aus demNordirak die Auszeichnung. Die Laudatio des Preises hielt im Jahr 2016 Can Dündar, der ehemalige Chefredakteur der türkischen Zeitung Cumhuriyet. Seit 2016 wird der Preis durch die Friedrich-Naumann-Stiftung für die Freiheit verliehen. Die Preisverleihung findet seitdem im Rahmen der Frankfurter Buchmesse statt. 2017 erhielt den Preis der türkische Investigativjournalist Ahmet Şık, „stellvertretend für alle Journalisten, die in türkischen Gefängnissen sitzen“. 2018 wurde der Preis an die Arab Reporters for Investigative Journalism (ARIJ) vergeben. ARIJ-Gründerin und -Leiterin Rana Sabbagh nahm den Preis entgegen. Der Preis wird vom Börsenverein des Deutschen Buchhandels unterstützt.

## Jury
Die Jury besteht aus (Stand 2017)
- Andreas Cichowicz, NDR-Chefredakteur
- Philipp Jessen, stern.de-Chefredakteur
- Jochen Wegner, Zeit-Online-Chefredakteur
- Daniel Fiedler, ZDF-Leiter der Redaktion 2Kultur Berlin
- Alexander Krei, DWDL.de-Redakteur
- Florian Harms, Chefredakteur t-online
- David Schraven, Publisher und inhaltlicher Geschäftsführer von Correctiv
- Ensaf Haidar, Raif Badawis Ehefrau und Präsidentin der Raif Badawi Foundation for Freedom

## Preisträger
- 2015: Ali Anouzla, Marokko[10]
- 2016: Journalistinnen von Radio Dange Nwe aus Halabdscha, Irak
- 2017: Ahmet Şık, Türkei[11]
- 2018: Arab Reporters for Investigative Journalism (ARIJ)[12]
- 2019: Hanéne Zbiss, Tunesien[13]
- 2020: Abdul-Rahman Al-Zbib, Jemen[14]
- 2021: Alican Uludağ, Türkei[15]